# Hans Enoksen

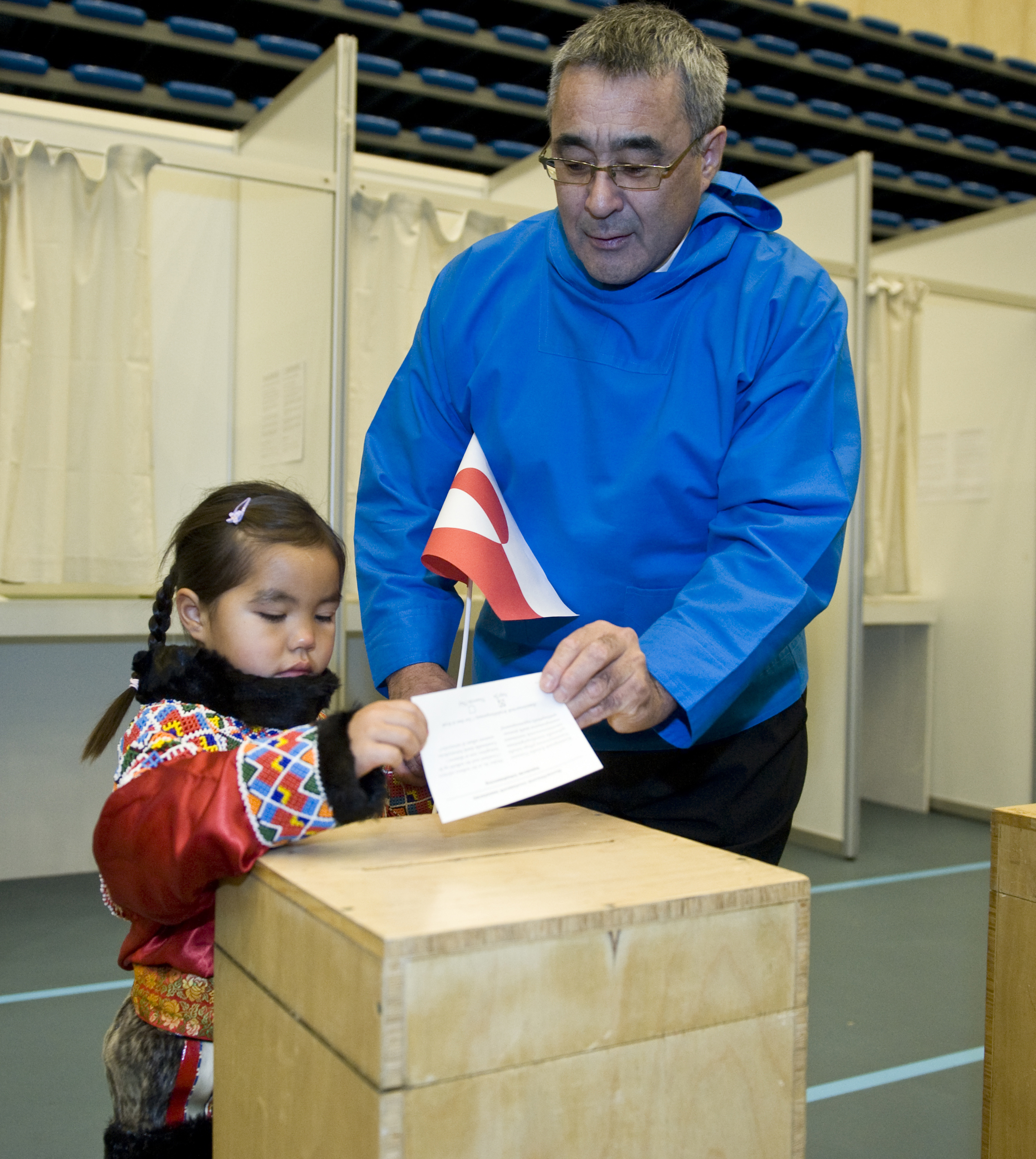
Hans Enoksen

Hans Enoksen (Itilleq, 7 augustus 1956) was van 2002 tot 2009 premier van Groenland. Hij behoort tot de oorspronkelijke Inuit-bevolking en spreekt alleen Groenlands.
Hans Enoksen is sinds 1995 lid van het Groenlandse parlement (Inatsisartut).
In 2001 werd hij Minister van Visserij, Jacht en Nederzettingen. Op 14 december 2002 werd hij als partijleider van de partij Siumut verkozen tot premier. Na deze verkiezing begon hij een alliantie met Inuitgemeenschap, een linkse politieke partij die streeft naar de onafhankelijkheid van Groenland. In 2009 verloor zijn partij de parlementsverkiezingen, waarna hij aftrad als partijleider. Hij werd als premier opgevolgd door Kuupik Kleist.
In januari 2014 richtte hij na zijn vertrek uit Siumut een nieuwe partij op: Partii Naleraq. Bij de algemene verkiezingen van november dat jaar won deze partij drie zetels, en kwam Enoksen voor die partij in het parlement. In 2018 was hij voorzitter van het parlement.